# 水北镇 (邵武市)
水北镇是中华人民共和国福建省南平市邵武市下辖的一个镇。

## 行政区划
水北镇下辖以下地区：
大乾村、龙斗村、王亭村、上坪村、杨梅岭村、大漠村、故县村、一都村、二都村、三都村和四都村。